# Françoise Picq
Françoise Picq, née le 2 août 1944 à Mûrs-Erigné (Maine-et-Loire), est une militante féministe du Mouvement de libération des femmes (MLF), historienne, sociologue et maîtresse de conférences en sciences politiques à l'université Paris-Dauphine. Elle est connue pour son ouvrage de référence sur l'histoire du MLF intitulé Libération des femmes. Les années-mouvements. Elle a créé l'Association nationale des études féministes (ANEF).

## Biographie
Françoise Picq a milité dès 1965 dans de nombreux syndicats et groupes politiques et a fait partie, dès sa création, du Mouvement de libération des femmes (MLF),,,,,. À partir de 1975, elle devient selon Christine Bard « une actrice du processus d'institutionnalisation des recherches féministes » et a ainsi contribué au développement des études féministes. En effet, toujours selon Christine Bard, « elle participe à l'organisation du colloque de Toulouse (1982) et aux discussions avec Maurice Godelier [...] pour la mise en œuvre  de l'Action thématique programmée du CNRS "Recherches sur les femmes et recherches féministes" (1983 à 1989) »,. Ce colloque a marqué un tournant dans le développement des études féministes et fut un succès au regard du nombre de participants. Les interrogations étaient : « la création et l'institutionnalisation des recherches féministes à l'instar des "Women Studies" américaines, le financement de revues spécialisées pour favoriser la constitution d'un domaine de recherche... ». Dans cette continuité, Françoise Picq a été à l'origine en 1989 de la création de l'Association nationale des études féministes (ANEF), qui a « pour objectif de développer les études féministes et d’en favoriser la diffusion en France et à l’étranger ». Elle devient présidente de cette association.
Elle révèle notamment que la journée initiale du 8 mars, en commémoration des couturières de New York, est un mythe, cet événement n'ayant jamais eu lieu,,. 
Elle a publié de nombreux ouvrages, particulièrement sur le MLF, notamment Libération des femmes. Les années-mouvement, sur le féminisme des années 1970 en France. Cet ouvrage « constitue encore une référence pour quiconque s'intéresse à l'histoire de cette période »,.
Elle est également vice-présidente de l'université Paris-Dauphine et maîtresse de conférences,.

## Publications
- Françoise Picq, Le Mouvement de libération des femmes et ses effets sociaux, Paris, GEF/Paris VII, 1987
- Françoise Picq, Libération des femmes. Les années-mouvement, Paris, Le Seuil, 1993
- Françoise Picq, « Journée internationale des femmes : à la poursuite d'un mythe », in Travail,genre et sociétés, vol. 1, no 3, 2000, p. 161-168
- Françoise Picq, « Du mouvement des femmes aux études féministes », in Les Cahiers du CEDREF, vol. 10 (Vingt cinq ans d'études féministes : histoire et mémoire), 2001, p. 23-31
- (en) Françoise Picq, « The History of the Feminist Movements in France », in G.Griffin et R.Braidotti (dir), Thinking Differently, A Reader in European Women’s Studies, Zed Books, Londres, 2002, p. 313-320
- Françoise Picq, Libération des femmes, quarante ans de mouvement, Brest, Éditions-dialogues.fr, 2011, 529 p.
- Françoise Picq, Féministe, encore et toujours, 1970-2010, Paris, Indigène Éditions, 2012
- Françoise Picq (avec Martine Storti), Le Féminisme à l'épreuve des mutations géopolitiques, Donnemarie-Dontilly, Éditions iXe, 2012

## Décoration
- Chevalière de la Légion d'honneur (2015)[21].